# Hygrochroma clota
Hygrochroma clota là một loài bướm đêm trong họ Geometridae.